# Phymaturus mallimaccii
Phymaturus mallimaccii är en ödleart som beskrevs av  José Miguel Cei 1980. Phymaturus mallimaccii ingår i släktet Phymaturus och familjen Tropiduridae. Inga underarter finns listade i Catalogue of Life.